# Jean-Pierre Goussaud
 (février 2018).
Si vous disposez d'ouvrages ou d'articles de référence ou si vous connaissez des sites web de qualité traitant du thème abordé ici, merci de compléter l'article en donnant les références utiles à sa vérifiabilité et en les liant à la section « Notes et références ».
Jean-Pierre Goussaud, né le 13 mai 1948 à Saint-Denis et mort le 25 juillet 1990 à Chennevières-sur-Marne, est un compositeur de chansons français.

## Biographie

### Parcours musical
Jean-Pierre fait ses débuts dans les années 1970 tout d'abord comme chanteur et compositeur, faisant lui-même paraître quelques 45 tours sous étiquette Fontana (C’qu’on s’serre trop pour un été et Amandine en 1972) ou Philips (L'Impuissant en 1975). Il ne tarde pas cependant à laisser le chant de côté afin de s'occuper de sa carrière de compositeur à plein temps.
Il compose alors des musiques pour plusieurs artistes, notamment  Marie Laforet (Pourquoi les hommes pleurent en 1973), Nicole Rieu (Homme en 1974), Gérard Lenorman (On pourra partir en 1975 et Pierrot chanteur en 1983), Nicole Croisille (Emma en 1976, J'aime en 1977, La Garonne et Il n'y a plus d'abonné en 1978, puis Toute seule en 1981), Frida Boccara (Valdemosa et Trouver mon père en 1976), Michèle Torr (La séparation  en 1978), Pétula Clark (La première nuit de l'été en 1978), Philippe Clay (C'est un 78 tours en 1977, Mucho Mucho  en 1978, La question  et Le procès du dernier poète en 1979 puis Chauffe qui peut en 1980), Tino Rossi (Donne ta tendresse en 1981), Yves Lecoq (Je m'appelle Francois en 1981), Carlos (Nostracarlus en 1981), Régine (Un rêve de femme en 1981), La Bande à Basile (Cécile et Rebecca ( l'aventure ) en 1981), Johnny Hallyday (Je n'en suis plus capable en 1982), Sylvie Vartan (De choses et d'autres en 1982), Shake (Animal Tropical  et L'amour le plus long  en 1982), Dalida (Confidences sur la fréquence et Pour un homme en 1982 puis S'aimer, Le restaurant Italien et Le premier amour du monde en 1983), Hervé Vilard (J’t’aime tell’ment et Bonjour en 1983), Roland Magdane (Pas le temps (d'aller voir la mer) en 1983), Marcel Amont (Y'a pas l'feu en 1984), puis plus tard pour les québécoises Fabienne Thibeault (Chaleur humaine en 1987 et Le vent des moissons en 1988) et Céline Dion (Mon rêve de toujours en 1984).
Dans les années 1980, Goussaud compose pratiquement tous les grands succès de la chanteuse Rose Laurens qui devient aussi sa conjointe en 1988. Parmi les grands succès du couple, on retient Africa et Mamy Yoko en 1982, mais aussi Zodiacale et Vivre en 1983, Danse-moi et Kalimba en 1984, Cheyenne en 1985, Quand tu pars (sur un texte de Francis Cabrel), J'étais au rendez-vous, La Nuit, Profession reporter et Night and Day (sur des textes d'Yves Simon) ainsi que Écris ta vie sur moi (sur un texte d'Yves Duteil) tous parus en 1986, et finalement Où vont tous ceux qu'on aime ? en 1987.

### Mort
Atteint d'un cancer, il compose un dernier album pour Rose Laurens en 1990 (J'te prêterai jamais) et meurt au mois de juillet de la même année. Ils sont tous les deux inhumés dans la même sépulture au cimetière parisien de Bagneux (division 106).